# قاي هيكر
قاي هيكر (بالإنجليزية: Guy Hecker)‏ هو لاعب كرة قاعدة أمريكي، ولد في 3 أبريل 1856 في Youngsville, Pennsylvania ‏ في الولايات المتحدة، وتوفي في 3 ديسمبر 1938 في ووستير في الولايات المتحدة.

## وصلات خارجية
- قاي هيكر على موقع دوري كرة القاعدة الرئيسي (الإنجليزية)
- قاي هيكر على موقعبيزبول رفرنس.كوم (الدوري الرئيسي) (الإنجليزية)
- قاي هيكر على موقعبيزبول رفرنس.كوم (الدوري الثانوي) (الإنجليزية)
- قاي هيكر على موقع جمعية أبحاث البيسبول الأمريكية (الإنجليزية)
- قاي هيكر على موقع إي إس بي إن.كوم (أم.أل.بي) (الإنجليزية)
- قاي هيكر على موقع مشجعي الرسوم البيانية (الإنجليزية)